# Edward William Lane
Edward William Lane (17 de setembre de 1801, Hereford, Anglaterra - 19 d'agost de 1876, Worthing, Anglaterra) fou un orientalista, traductor i lexicògraf britànic, conegut per la seva traducció de Les mil i una nits.

## Biografia

### Primers anys
Va ser el tercer fill del pastor anglicà Theopilus Lane, i renebot de Thomas Gainsborough per part de mare. Després de morir el seu pare el 1814, van enviar Lane a l'escola de gramàtica a Bath, Hereford, on va mostrar un talent per a les matemàtiques. Va visitar Cambridge, però no va entrar-hi a la universitat.
Amb el seu germà Richard va estudiar gravat a Londres. Alhora va començar l'estudi de l'àrab pel seu compte. Tanmateix, va emmalaltir aviat, i pel bé de la seva salut i d'una nova carrera, va embarcar-se cap a Egipte.

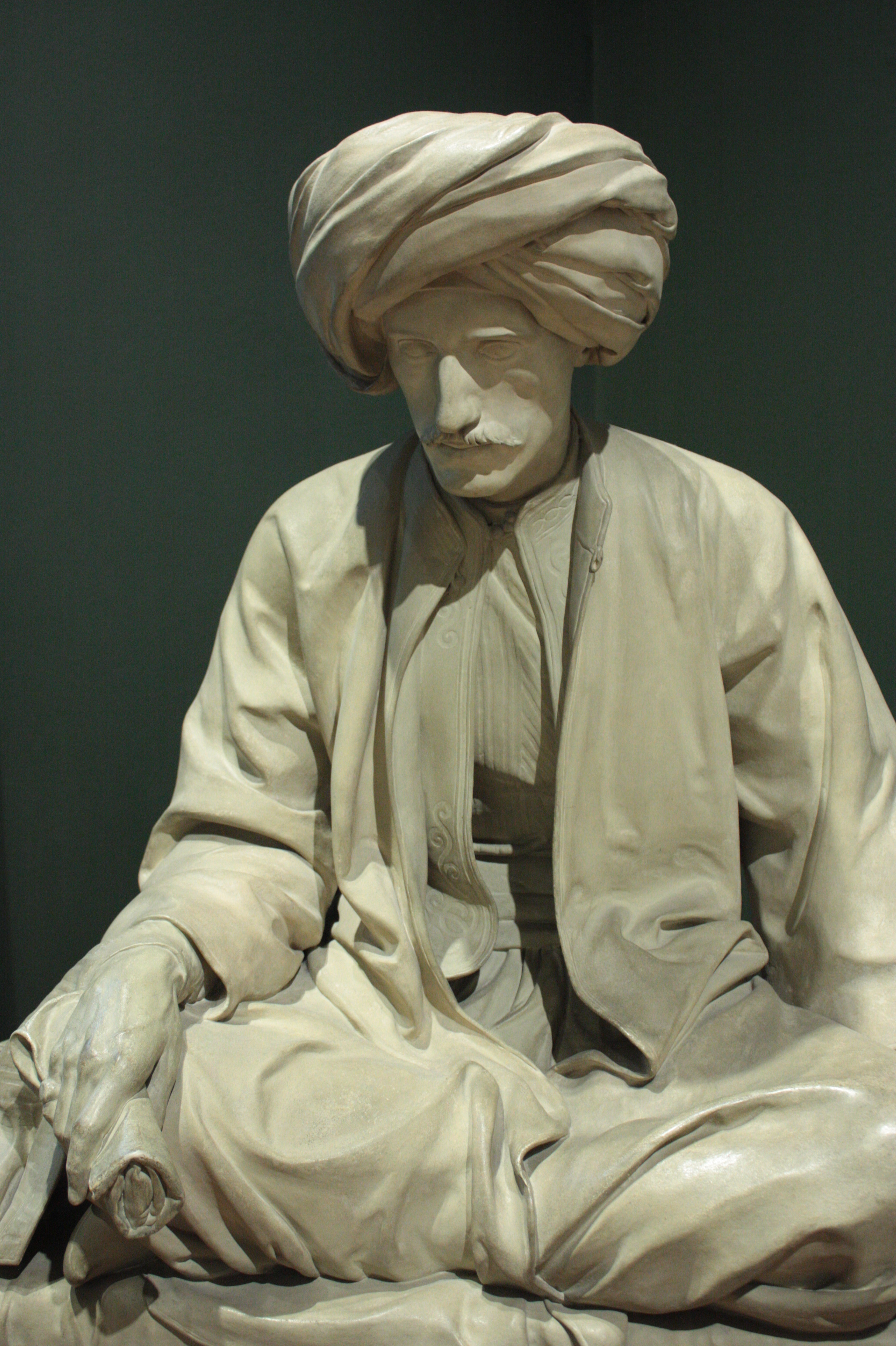
Edward William Lane per Richard James Lane, el 1829.

### Egipte
Lane va arribar a Alexandria el setembre de 1825, i va viatjar al Caire. Va estar-se a Egipte durant dos anys i mig, coneixent-hi la gent local, i prenent notes de tot el que hi veia i hi sentia. Al Vell Caire, va viure prop de Bab al-Hadid, i va estudiar àrab, entre d'altres, amb Sheikh Muhammad Ayyad al-Tantawi, qui més endavant va ser invitat per senyar a Sant Petersburg, Rússia. Va tornar a Anglaterra amb les seves notes la tardor de 1828.
L'interès de Lane per l'Egipte antic es va despertar en veure una representació de Giovanni Battista Belzoni. La seva ambició original era publicar una narració del que havia quedat de l'antic Egipte. L'editor londinenc John Murray va mostrar interès a editar el projecte, però se'n va retractar. A suggeriment de Murray, Lane va ampliar un capítol del projecte original en un llibre sencer, i el resultat va ser l'obra Usos i costums dels egipcis moderns (1836). El treball en part es va modelar com el llibre d'Alexander Russell, The Natural History of Aleppo (1756). Lane va viatjar de nou a Egipte per recollir materials per amplia i revisar el seu treball, després que l'editorial n'acceptés la publicació. El llibre prometia ser un èxit, i Lane va començar a guanyar reputació.

Lane era conscient que la seva investigació va ser obstaculitzada pel fet que la segregació de gènere va impedir-li d'aconseguir una visió detallada de les dones egípcies; un aspecte de la vida egípcia que era de particular interès per als seus lectors. Es va veure obligat a confiar en la informació transmesa pels homes egipcis, com explica ell mateix:
Molts marits de les classes mitjanes, i alguns de les altes, parlar lliurement dels afers de l'harme amb qui professa estar d'acord amb ells en els seus sentiments morals generals, si no ho han de dir a través d'un intèrpret.
Per obtenir-ne més informació, anys més tard va enviar-hi la seva germana, Sophia Lane Poole, de manera que pogués tenir accés a zones reservades per a dones, com harems i banys, i informar-se'n del que hi trobava. El resultat va ser el llibre Una anglesa a Egipte, tot i que el nom propi de Poole no hi apareix.

### Les mil i una nits
El següent projecte important de Lane era una traducció de Les mil i una nits. La seva versió va veure la llum en entregues mensuals enter els anys 1838 i 1840. Es va publicar en tres volums el 1840 i també en una edició revisada el 1859. Es van publicar les anotacions enciclopèdiques després de la seva mort, per separat, el 1883, pel seu renebot Stanley Lane-Poole, com Arabian Society in the Middle Ages. La versió de Lane va ser depurada i il·lustrada per William Harvey.

### El diccionari i altres treballs
Des del 1842 Lane es va dedicar al monumental Arabic-English lexicon, tot i que va trobar temps per contribuir a diversos articles de la revista Deutsche Gesellschaft Morgenländische.
Les seleccions de l'Alcorà de Lane van aparèixer el 1843. No va ser un èxit comercial, ni tampoc de crítiques. Lane va viatjar per tercer cop a Egipte amb la seva dona, la seva germana i dos nebots, per recollir-hi materials per al diccionari previst, quan encara s'estava imprimint.
No va poder completar el diccionari. Havia arribat a la lletra Qäf, la 21a de l'alfabet àrab, però el 1876 va morir a Anglaterra. El renebot de Lane, Stanley Lane-Poole, va acabar el treball basant-se en les seves notes incompletes, i el va publicar vint anys després de la seva mort.
El 1854 es va publicar un treball anònim titulat The Genesis of the Earth and of Man, editat pel seu nebot Reginald Stuart Poole, que el van atribuir a Lane.